# Ponte a cavalletto

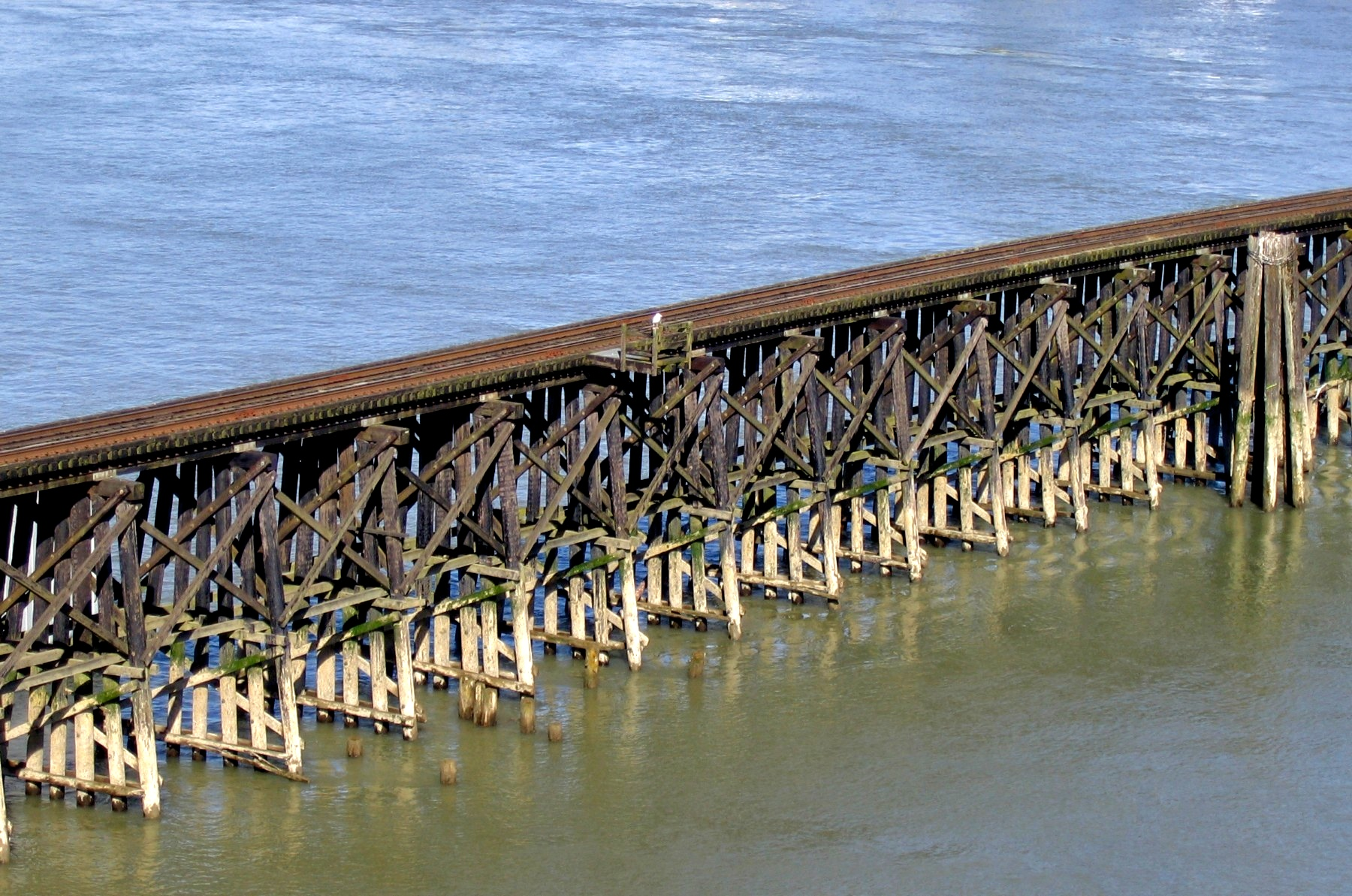
Un esempio di ponte a cavalletto in legno

Un ponte a cavalletto è un tipo di ponte in cui l'impalcato poggia su una serie di impalcature di forma trapezoidale, chiamate cavalletti, situate a poca distanza l'una dall'altra. I cavalletti hanno generalmente una struttura a travatura reticolare e possono essere realizzati in legno, ferro, acciaio o calcestruzzo armato.

## Storia
Ponti a cavalletto in legno furono particolarmente utilizzati come ponti ferroviari in nord America durante il XIX secolo, in quanto permettevano di superare avvallamenti e gole anche profonde e la loro struttura massiccia era in grado di reggere anche carichi molto pesanti come treni per il trasporto merci.
Durante il XX secolo come materiale il legno è stato sempre meno utilizzato in favore di cavalletti in acciaio o cemento armato, più resistenti alle intemperie e al passare del tempo.
In epoca contemporanea ponti a cavalletto sono generalmente utilizzati come opere provisionali o per le rampe di accesso alle strutture, mentre per le parti di ponte che devono superare ampie luci sono preferite altre tipologie di struttura che necessitano di meno materiale. 

## Esempi di ponti a cavalletto

### Il viadotto di Kinzua

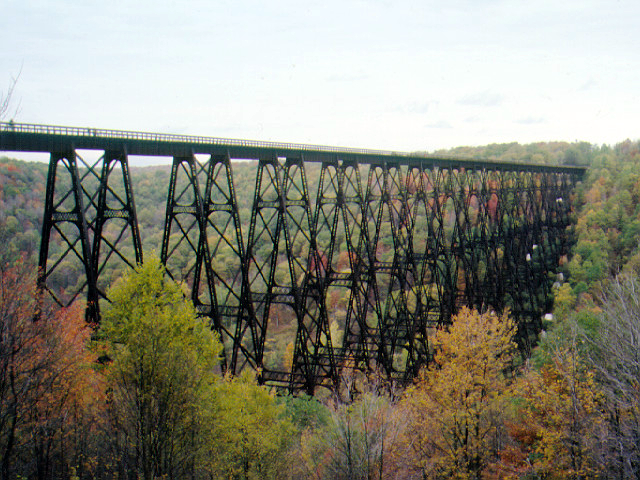
Il viadotto di Kinzua

Il viadotto di Kinzua, nella Contea di McKean in Pennsylvania, è stato un ponte ferroviario a cavalletto. Costruito originariamente in ferro nel 1882 e ricostruito nel 1900, era lungo 626 metri e alto quasi 92: al momento della sua costruzione era il ponte ferroviario più alto al mondo. Non più utilizzato come ponte ferroviario a partire dal 1959, un'ampia sezione della struttura è collassata nel 2003 dopo essere stata colpita da un tornado.

### Il Goat Canyon Trestle

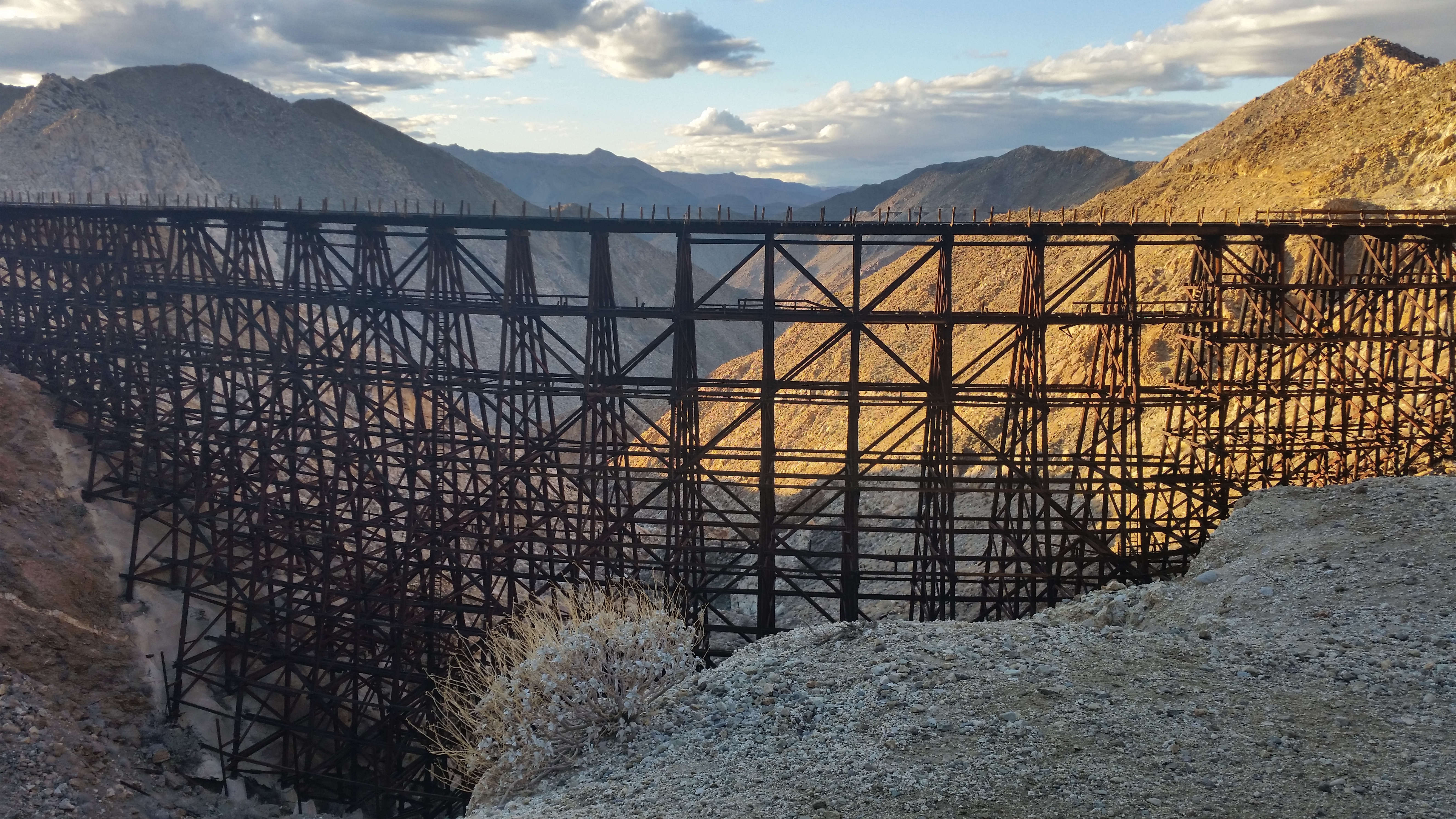
Il Goat Canyon Trestle

Il Goat Canyon Trestle, nella Contea di San Diego in California è stato costruito in legno nel 1933. Tale materiale è stato scelto in quanto le alte escursioni termiche della zona sarebbero state male sopportate da una struttura in acciaio, che sarebbe stata sottoposta a continue dilatazioni termiche. Il ponte è lungo oltre 180 metri e alto quasi 60 ed è uno dei ponti a cavalletto in legno più grandi al mondo.

### Il Barmouth Bridge

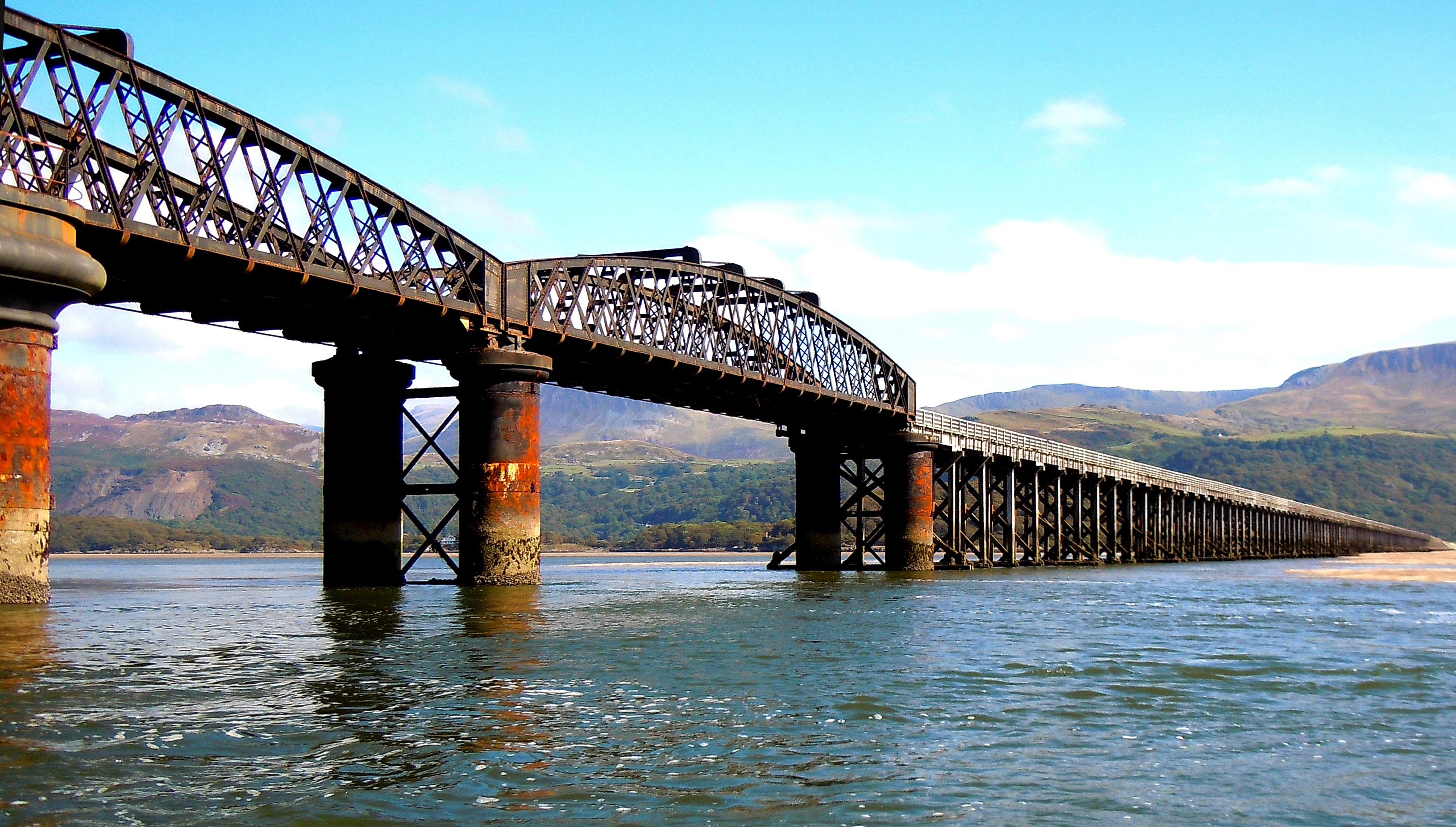
Il viadotto Barmouth

Il viadotto Barmouth è un viadotto ferroviario situato all'estuario del fiume Mawddach in Galles, costruito nel 1867. Mentre le due campate principali sono costituite da una struttura ad arco, il resto del ponte è sorretto da cavalletti in legno. Lungo complessivamente 699 m, è il più lungo ponte a cavalletto in legno del Galles e il più vecchio tra quelli ancora utilizzati.